# Волльнер, Рольф
Рольф Волльнер (нем. Rolf Wollner; 28 апреля 1906, Лейпциг, Королевство Саксония — 6 июля 1988, Лейпциг) — немецкий хоккеист на траве, нападающий. Бронзовый призёр летних Олимпийских игр 1928 года.

## Биография
Рольф Волльнер родился 28 апреля 1906 года в немецком городе Лейпциг.
Играл в хоккей на траве за «Лейпцигер» из Лейпцига.
В 1928 году вошёл в состав сборной Германии по хоккею на траве на летних Олимпийских играх в Амстердаме и завоевал бронзовую медаль. Играл на позиции нападающего, провёл 1 матч, мячей не забивал.
В 1927—1931 годах провёл 12 матчей за сборную Германии.
Работал торговцем.
Умер 6 июля 1988 года в Лейпциге.